# Vysílač Radeč
Vysílač Radeč se nachází na 718 m vysokém vrchu Brno. Je vysoký 60 metrů. Objekt zajišťuje distribuci rozhlasového signálu pro město Plzeň a jeho blízké okolí.

## Vysílané stanice

### Rozhlas
Přehled rozhlasových stanic vysílaných z Radeče:
|    | Stanice         | Kmiotčet  | Výkon (ERP) | Polarizace   |
| -- | --------------- | --------- | ----------- | ------------ |
| FM | Radio Kiss      | 90,0 MHz  | 10 kW       | horizontální |
| FM | ČRo Plus        | 93,3 MHz  | 10 kW       | horizontální |
| FM | ČRo Radiožurnál | 99,2 MHz  | 10 kW       | horizontální |
| FM | Evropa 2        | 101,3 MHz | 10 kW       | horizontální |
| FM | Rádio Blaník    | 104,7 MHz | 10 kW       | horizontální |
| FM | ČRo Plzeň       | 106,7 MHz | 10 kW       | horizontální |

Z vysílače se šíří i digitální rozhlas DAB+:
|      | Multiplex   | Kanál | Kmiotčet    | Výkon (ERP) | Polarizace |
| ---- | ----------- | ----- | ----------- | ----------- | ---------- |
| DAB+ | ČRo DAB+    | 12C   | 227,360 MHz | 10 kW       | vertikální |
| DAB+ | ČRa DAB+ CZ | 11B   | 218,640 MHz | 10 kW       | vertikální |